# Ghetto Classics
Ghetto Classics é um álbum de estúdio de Jaheim, lançado em 2006.